# Franco Marini (Regisseur)

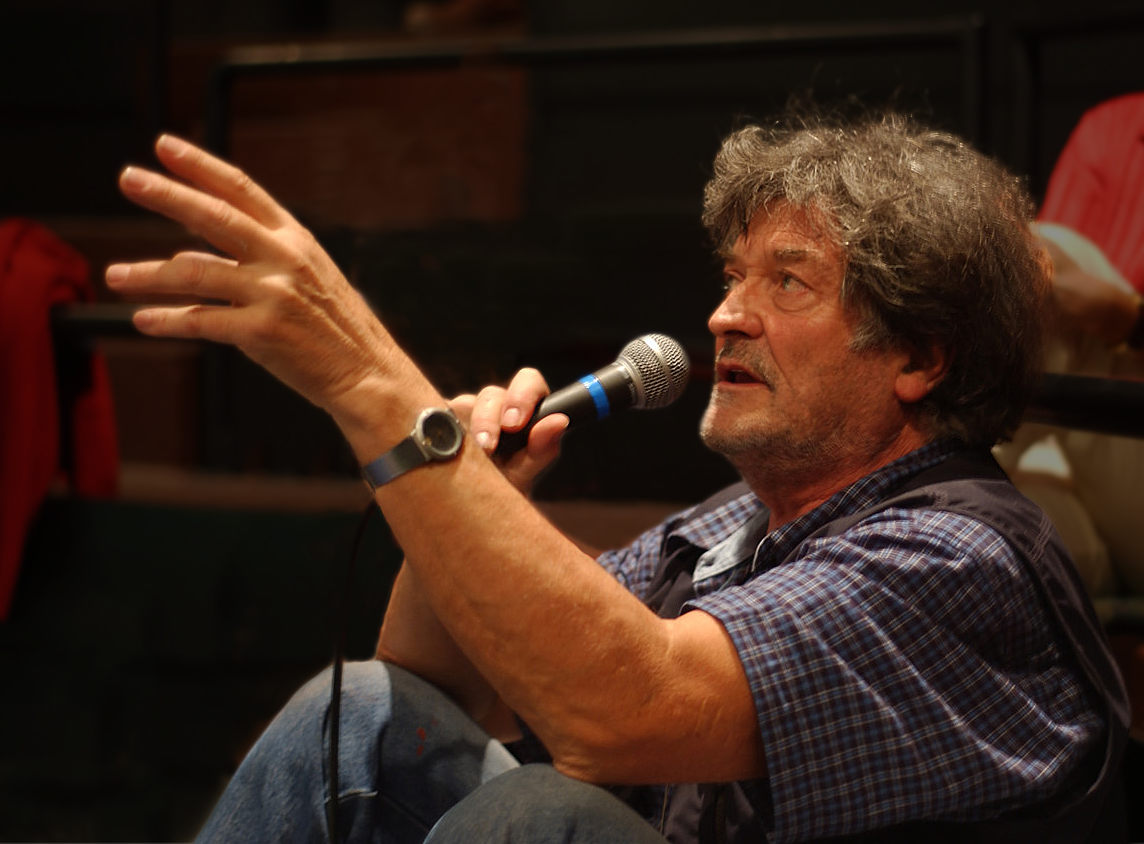
Franco Marini, 2003

Franco Marini (* 1. Juli 1935; † 5. Dezember 2014 in Meran) war ein Südtiroler Schauspieler und Regisseur. Er prägte das kulturelle Leben von Meran und das zeitgenössische Theater in Südtirol seit den 1960er Jahren wesentlich mit.

## Biographie
Marini stammte aus einer theaterbegeisterten Familie. Beruflich arbeitete er zunächst als Maler, später auch als Grafiker. Seine ersten Bühnenerfahrungen sammelte Marini in der Meraner Volksbühne in den 1950er Jahren; als Schauspieler erlangte er vor allem durch seine parodistischen und kabarettistischen Fähigkeiten Bekanntheit. In den 1960er Jahren übernahm er erstmals die Regie und brachte zunächst die üblichen Stücke für Laienspielgruppen zur Aufführung. Sehr bald jedoch wandte er sich Autoren wie Johann Nestroy, Karl Valentin oder Ödön von Horváth zu.
1976 inszenierte er mit dem an die Biographie Michael Gaismairs angelehnten Drama Tirol 1525 – Szenen aus dem Bauernkrieg politisches Theater, das in der Südtiroler Öffentlichkeit kontrovers diskutiert wurde. In der Folge gründete er das „Theater in der Klemme“, das ein politisch engagiertes Programm entwickelte und sich nach dem Vorbild des Berliner Grips-Theaters auch an emanzipatorischen Kinderstücken versuchte.

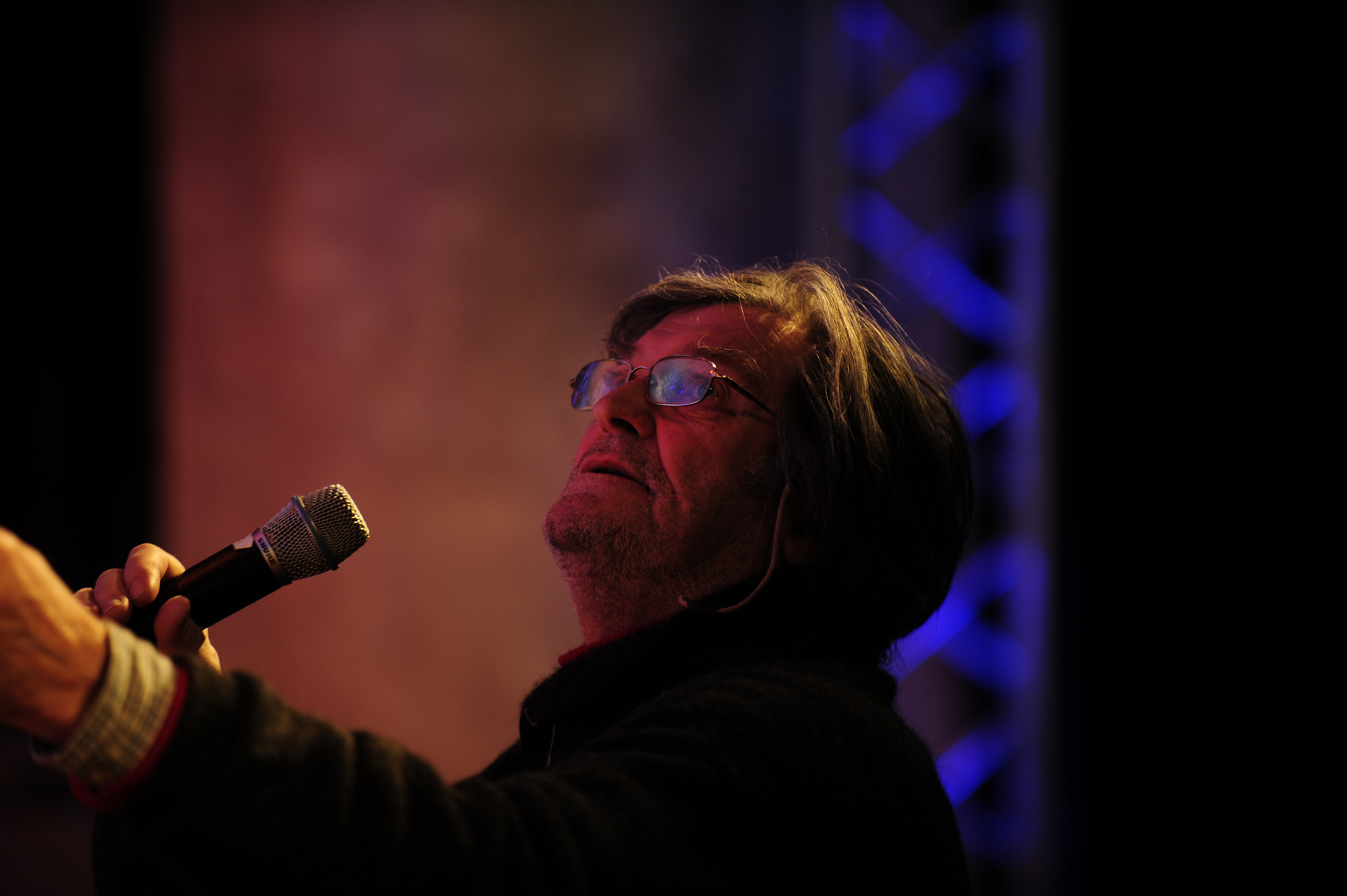
Franco Marini, 2012

Die Arbeit Marinis, der auch gerne Singspiele auf die Bühne brachte, war das Fundament für eine Modernisierung des lokalen Volkstheaters. Seine Theaterarbeit brachte dem Südtiroler Publikum Autoren wie Jura Soyfer, Ernst Toller, Wolfgang Bauer, Heinrich Lautensack, Boris Vian, Fritz Hochwälder, Christo Bojtschew, Nikolai Erdman und Ödön von Horváth näher.